# Деметы

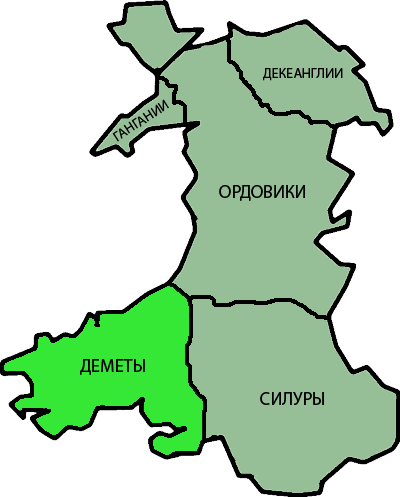
Предполагаемая территория расселения деметов

Деметы (лат. Demetae) — кельтское племя, занимавшее в эпоху железного века земли в западном Уэльсе (территорию традиционного графства Пембрукшир, западную часть Кармартеншира и Кардиганшира).
Деметы, по видимому, не были воинственным народом, во всяком случае, в отличие от силуров и ордовиков об их сопротивлении римскому завоеванию в письменных источниках не упоминается.
В Географии Птолемея приводится следующая краткая заметка о землях деметов: «…Ниже людей, о которых мы упомянули, но далее к западу, проживают Деметы, у которых есть города Лиенцинум… и Маридунум…» .
Маридунум (лат.  Moridunum , совр. Кармартен) очевидно выступал в качестве гражданского и торгового центра, поскольку в некоторых источниках фигурирует как civitas Demetarum.
Основным направлением промышленной деятельности деметов была добыча золота в районе Лиенцинума (лат.  Luentinum , совр. Долайкоти).
Кроме упомянутых поселений, в результате археологических раскопок найдены остатки римских населенных пунктов в Абер-Кивор (Aber-Cyfor), Кум-Бруйно (Cwm Brwyno), Форд (Ford), Парк-ир-Эглуйс (Parc-yr-Eglwys) и Трелиссей (Trelissey).
После того как римляне оставили Британию, на землях деметов образовались валлийские королевства Дивед и Кередигион.
Сам же этноним «деметы» оставался в употреблении как минимум до VI века. О чём, например, свидетельствует то, что в трудах Гильды упоминается «Вортипор, тиран Деметов» .

## Цитаты в тексте
1. ↑  Птолемей. География
2. ↑  Гильда Премудрый. «О погибели Британии», XXXI, 1